# Rosie Brennan
Pour les articles homonymes, voir Brennan.
Rosie Brennan , née le 2 décembre 1988 à Salt Lake City, est une fondeuse américaine. Elle remporte ses premières victoires en Coupe du monde lors de la saison 2020-2021.

## Biographie
Brennan prend part aux Championnats du monde junior en 2007 et 2008, obtenant comme meilleur résultat une dixième place sur le sprint libre en 2007 à Tarvisio. Depuis 2005, elle court les épreuves de l'US Super Tour, compétition dont elle remporte le classement général en 2013 et 2015.
Membre du club de ski de l'université de l'Alaska, elle prend part à la Coupe du monde dès janvier 2009. Elle marque ses premiers points lors de la saison 2014-2015 avec une 13e place sur le dix kilomètres libre de Rybinsk, tandis qu'elle remporte trois titres nationaux cet hiver également et une première sélection aux championnats du monde à Falun, qui la voit terminer notamment quatrième avec le relais et se classer seizième du trente kilomètres. Lors de la saison 2015-2016, elle monte sur le podium d'un relais disputé à Lillehammer.
En 2018, elle fait ses débuts aux jeux olympiques à Pyeongchang, courant seulement le skiathlon pour un fond de classement et une 58e place.
Elle termine pour la première dans le top 10 d'une course individuelle avec une sixième place lors du dix kilomètres de Davos lors de la saison 2018-2019. Lors de saison suivante, il termine sixième d'un dix kilomètres classique lors du mini-tour Ruka triple où elle termine dixième du général. Elle termine à deux reprises dans le top 10 lors du Tour de ski, à Toblach sur un dix kilomètres, puis à Val di Fiemme, sur la même distance mais lors d'une mass-start.
Lors de la saison 2020-2021, elle termine huitième du dix kilomètres de Ruka, puis réalise le troisième temps de la poursuite finale de ce mini-tour, ce qui permet de terminer pour la première fois sur un podium. Elle termine finalement cinquième de ce mini-tour. Lors de l'étape de Davos, où les athlètes des trois pays nordiques Norvège, Suède et Finlande ne se déplacent en raison des conditions sanitaires liées à la COVID-19, elle s'impose en finale du sprint libre, devant la Slovène Anamarija Lampic et la Russe Natalia Nepryaeva. Le lendemain, elle s'impose sur le dix kilomètres, devant la Russe Yulia Stupak et sa compatriote Hailey Swirbul. Brennan prend également la tête du classement général. Elle termine une nouvelle fois sur le podium lors de la troisième étape du Tour de ski en prenant la deuxième place derrière sa compatriote Jessica Diggins lors la poursuite du Val Müstair. Lors du dix kilomètres de Toblach, elle prend la deuxième place derrière Diggins et devant Ebba Andersson
.
Aux Championnats du monde 2021 à Oberstdorf, elle se classe notamment cinquième du sprint par équipes ou encore quatrième du relais. Quatrième est aussi sa place au classement général de la Coupe du monde cet hiver, le meilleur de sa carrière.

## Palmarès

### Jeux olympiques d'hiver
| Épreuve / Édition   | Sprint                           | Sprint    | 10 km | 10 km                            | Skiathlon 2 × 7,5 km | 30 km | Relais | Relais   |
| Épreuve / Édition   | libre                            | classique | libre | classique                        | Skiathlon 2 × 7,5 km | 30 km | Sprint | 4 × 5 km |
| JO 2018 Pyeongchang | Épreuve inexistante à cette date | –         | —     | Épreuve inexistante à cette date | 58e                  | —     | —      | —        |

Légende :
- : pas d'épreuve
- — : Non disputée par la skieuse

### Championnats du monde
| Épreuve / Édition        | Sprint                           | Sprint                           | 10 km                            | 10 km                            | Skiathlon 2 × 7,5 km | 30 km | Relais | Relais   |
| Épreuve / Édition        | libre                            | classique                        | libre                            | classique                        | Skiathlon 2 × 7,5 km | 30 km | Sprint | 4 × 5 km |
| Mondiaux 2015 Falun      | Épreuve inexistante à cette date | —                                | —                                | Épreuve inexistante à cette date | 29e                  | 16e   | —      | 4e       |
| Mondiaux 2017 Lahti      | Épreuve inexistante à cette date | —                                | Épreuve inexistante à cette date | 31e                              | 27e                  | —     | —      | —        |
| Mondiaux 2019 Seefeld    | -                                | Épreuve inexistante à cette date | Épreuve inexistante à cette date | 24e                              | 10e                  | 16e   | —      | 5e       |
| Mondiaux 2021 Oberstdorf | Épreuve inexistante à cette date | 34e                              | 17e                              | Épreuve inexistante à cette date | —                    | —     | 5e     | 4e       |

Légende :
- : pas d'épreuve
- — : Non disputée par Rosie Brennan

### Coupe du monde
- Meilleur classement général : 4e en 2021.
- 8 podiums individuels : 2 victoires, 2 deuxièmes places et 4 troisièmes places.
- 4 podiums en épreuve par équipes : 1 deuxième place et 3 troisièmes places.
- 1 podium en épreuve par équipes mixte : 1 victoire.

#### Courses par étapes
Elle compte également 4 podiums dans des courses par étapes.
Son meilleur résultat sur le Nordic Opening est cinquième en 2020-2021, tandis que sur le Tour de ski, elle finit sixième en 2020-2021.

#### Victoires individuelles
| Épreuve / Édition | Sprint | Sprint    | 15 km | 15 km     | Skiathlon 2 × 7.5 km | 30 km | Tour de ski ou Finales ou Nordic Opening |
| Épreuve / Édition | libre  | classique | libre | classique | Skiathlon 2 × 7.5 km | 30 km | Tour de ski ou Finales ou Nordic Opening |
| 2020-21           | Davos  |           |       | Davos     |                      |       |                                          |

#### Classements détaillés
| Saison / Épreuve | Général | Général | Distance | Distance | Sprint | Sprint |
| ---------------- | ------- | ------- | -------- | -------- | ------ | ------ |
| Saison / Épreuve | Place   | Points  | Place    | Points   | Place  | Points |
| 2015             | 87e     | 31      | 56e      | 31       | -      | -      |
| 2016             | 54e     | 59      | 43e      | 31       | -      | -      |
| 2017             | 65e     | 64      | 47e      | 49       | 82e    | 3      |
| 2018             | 55e     | 106     | 45e      | 52       | 54e    | 20     |
| 2019             | 38e     | 175     | 27e      | 127      | 54e    | 16     |
| 2020             | 17e     | 553     | 14e      | 313      | 35e    | 58     |
| 2021             | 4e      | 919     | 4e       | 484      | 9e     | 185    |

### Championnats des États-Unis
- Championne du dix kilomètres libre en 2013.
- Championne du sprint libre, du sprint classique et du vingt kilomètres classique en 2015.